# Dante Alighieri (1909)
Dante Alighieri byl první postavený dreadnought italského královského námořnictva. Ve službě byl v letech 1913–1928. Účastnil se první světové války a po jejím skončení byl na základě výsledku Washingtonské konference vyřazen a sešrotován. Byla to první bitevní loď vybavená trojdělovými věžemi.

## Stavba

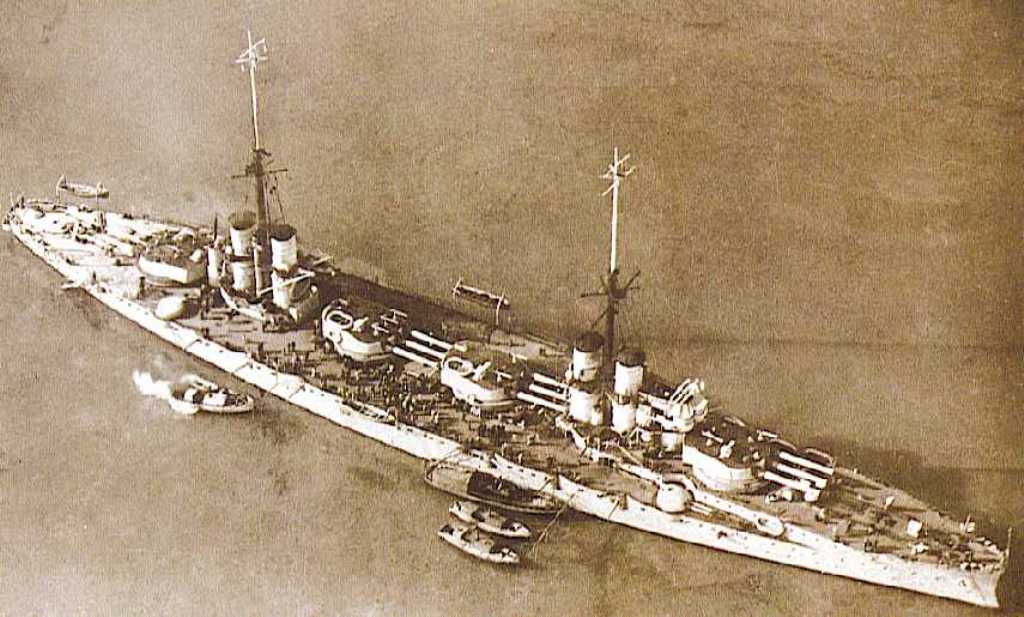
Dante Alighieri

Do stavby dreadnoughtů, nové kategorie bitevních lodí, vzniklé nedlouho před první světovou válkou, se zapojila rovněž Itálie. Prvním plavidlem nové kategorie se stala bitevní loď Dante Alighieri, u které byla zavedena technická novinka v podobě třídělových věží. Na ní navázala stavba pěti plavidel vylepšených tříd Conte di Cavour a Andrea Doria. Čtyři superdreadnoughty třídy Caracciolo už Itálie nedostavěla. Dreadnought Dante Alighieri navrhl italský konstruktér Edoardo Masdea. V letech 1909–1913 jej postavila státní loděnice v Castellamare di Stabia. Kýl plavidla byl založen 6. června 1909, dne 20. srpna 1910 proběhlo spuštění na vodu a do služby byla bitevní loď přijata 15. ledna 1913.

## Konstrukce
Hlavní výzbroj tvořilo dvanáct 305mm kanónů umístěných ve čtyřech třídělových věžích. Sekundární výzbrojí bylo dvacet 120m kanónů, z nichž osm bylo ve dvoudělových věžích a zbytek v kasematech. Další výzbroj představovalo šestnáct 76mm kanónů a tři pevné 450mm torpédomety. Pohonný systém tvořilo 23 kotlů dodávajících páru čtyřem turbínám Parsons, které poháněly čtyři lodní šrouby. Nejvyšší rychlost dosahovala 22 uzlů. Dosah byl 4800 námořních mil při rychlosti 10 uzlů.

## Operační nasazení

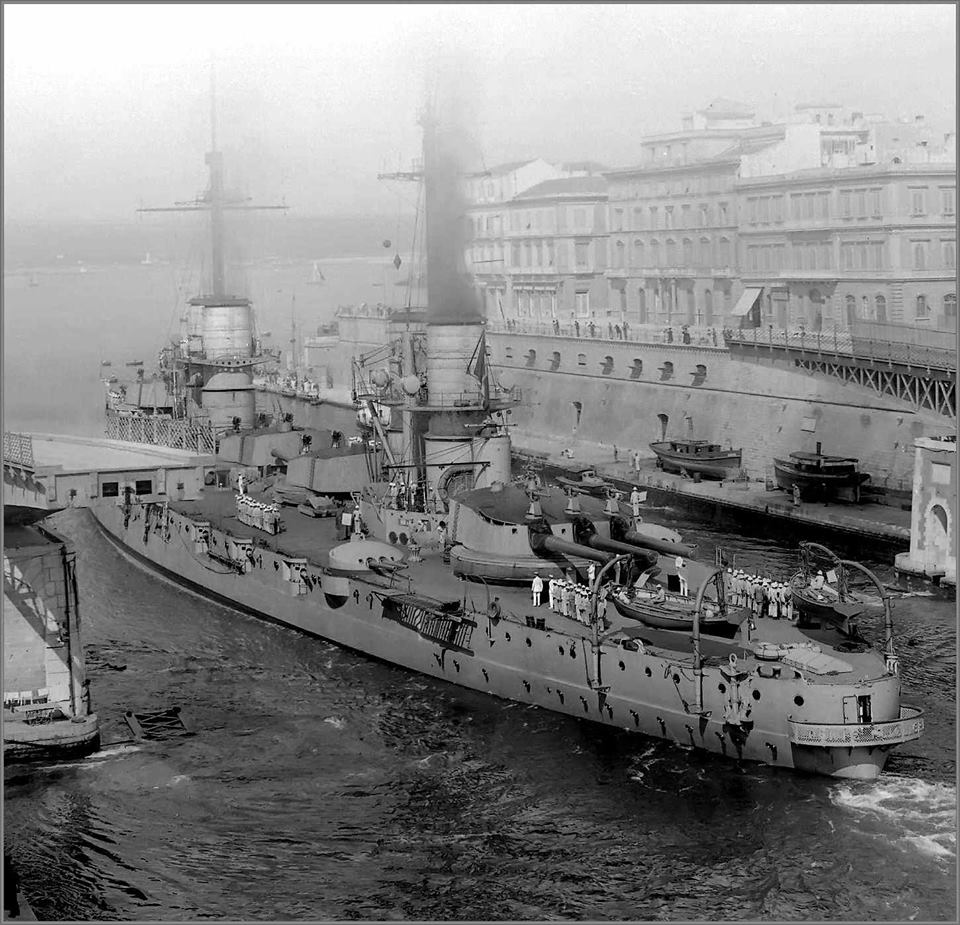
Dante Alighieri

Plavidlo bylo v operační službě za první světové války, nebylo však prakticky bojově nasazeno, protože se italské velení obávalo jeho ztráty. Když byl na poválečné Washingtonské konferenci omezen výtlak italských bitevních lodí, země si ponechala ta nejmodernější plavidla a starších se zbavovala. Dante Alighieri byl vyřazen roku 1928.